# Minister – Członek Rady Ministrów do Spraw Młodzieży
Minister – Członek Rady Ministrów do Spraw Młodzieży – urząd administracji centralnej, istniejący w latach 1982–1988, powołany do spraw związanych z problematyką młodego pokolenia oraz realizacją zadań wynikających z ustaleń Rady Ministrów i jej organów w zakresie polityki państwa w stosunku do młodzieży.

## Powołanie urzędu Ministra
Na podstawie uchwały Rady Ministrów z 1982 r. w sprawie zakresu działania Ministra - Członka Rady Ministrów do Spraw Młodzieży ustanowiono urząd Ministra.

## Zadania  Ministra
Do zadań Ministra należało inicjowanie i współudział w podejmowaniu przez naczelne i centralne organy administracji państwowych przedsięwzięć w sprawach dotyczących młodego pokolenia, w szczególności w dziedzinie:
- wychowania i kształcenia dzieci i młodzieży,
- ochrony zdrowia, rozwoju sportu, turystyki i wypoczynku,
- kultury i działalności wydawniczej dla dzieci i młodzieży,
- polityki płac, warunków pracy i zatrudnienia oraz zasad polityki kadrowej,
- świadczeń socjalnych i ochrony  młodej rodziny,
- polityki mieszkaniowej i budownictwa mieszkaniowego,
- polityki rolnej i osadnictwa wiejskiego,
- opieki społecznej i ochrony młodzieży przed demoralizacją,
- zaopatrzenia rynku i polityki kredytowej.

## Zakres działania Ministra
W zakresie swojego działania Minister:
- opiniował projekty aktów normatywnych oraz informacji i wniosków przedstawianych Radzie Ministrów i jej organom,
- inicjował projekty decyzji rządowych w sprawach młodzieży,
- wydawał zarządzenia, wytyczne i instrukcje,
- mógł zlecać placówkom naukowym i instytucjom państwowym oraz ekspertom przeprowadzanie badań naukowych, jak również opracowanie opinii i ekspertyz.

Minister współpracował z Ministrem Oświaty i Wychowania w programowaniu i wykorzystywania wyników prac Instytutu Badań na Młodzieżą.
Minister wykonywał zadania przy pomocy Biura do Spraw Młodzieży, stanowiącego komórkę organizacyjną Urzędu Rady Ministrów.

## Zniesienie urzędu Ministra
Na podstawie uchwały Rady Ministrów z 1988 r. w sprawie uznania niektórych uchwał Rady Ministrów i Prezydium Rządu ogłoszonych w Monitorze Polskim za nieobowiązujące zlikwidowano urząd Ministra.